# Calymperes cuspidatum
Calymperes cuspidatum là một loài rêu trong họ Calymperaceae. Loài này được M. Fleisch. Paris mô tả khoa học đầu tiên năm 1904.